# Фогельклу, Эмилия
Эмилия Мария Фогельклу (швед. Emilia Maria Fogelklou; 20 июля 1878, Симрисхамн — 26 сентября 1972, Уппсала) — шведский теолог, преподаватель и писательница. Первая в Швеции женщина, получившая учёную степень в области теологии.

## Биография и творчество
Эмилия Фогельклу родилась в 1878 году. Она была пятой из шестерых детей Юхана и Марии Фогельклу. Когда ей было двенадцать лет, семья переехала в Кристианстад. Окончив школу для девочек, в восемнадцатилетнем возрасте Эмилия поступила в Высшую женскую педагогическую школу (Kungliga Högre lärarinneseminariet) в Стокгольме. После окончания учёбы она некоторое время работала учительницей в школе в Ландскруне, а затем в Гётеборге.
В 1902 году Эмилия пережила своего рода религиозное откровение, изменившее её жизнь. Она переехала в Уппсалу, где поступила в университет, чтобы изучать историю религии, философию и литературу. Большое влияние на неё оказала философия Анри Бергсона; кроме того, она была близка к кругу Натана Сёдерблома. В 1909 году она стала первой в Швеции женщиной — бакалавром теологии.
В 1910 году Эмилия Фогельклу получила стипендию, которая позволила ей совершить путешествие в Англию и в Париж. В 1911 году она поехала в Италию с целью изучения феномена модернизма в римско-католической церкви. В 1911 году она опубликовала сборник эссе «Medan gräset gror», в котором излагала свои ключевые идеи. Наряду с этим она продолжала преподавать (вначале в Юрсхольме, потом в Стокгольме, затем в Кальмаре), а также писала для различных журналов и газет. Круг её общения включал таких деятелей культуры, как Лидия Вальстрём, Герта Свенссон, Дагни Торвалль, Клара Юхансон.
В 1915 году Фогельклу приняла участие в Международном Женском конгрессе за мир в Гааге, где познакомилась с Элин Вегнер, которая впоследствии стала её близкой подругой. В 1919 году вышла её книга «Birgitta», посвящённая Святой Биргитте. В 1921 году она вышла за муж за географа и писателя Арнольда Нордлинда. Супруги поселились в Якобсберге близ Стокгольма; детей у них не было. В 1928 году Эмилия Фогельклу совершила поездку в Лондон, где собирала материалы об английском квакере XVII века, Джеймсе Нейлере. В 1929 году она опубликовала о нём книгу «Kväkaren James Nayler». В 1930-х годах она отошла от Церкви Швеции и стала последовательницей квакерства.
В возрасте 52 лет Эмилия Фогельклу переехала в США, чтобы изучать социологию и психологию в Нью-Йорке и Чикаго, а также продолжить свои исследования квакерства. В середине 1930-х годов Фогельклу возобновила свои лекции по психологии и социологии в Стокгольмском колледже (ныне университет). В 1941 году она стала первой женщиной, получившей почётную докторскую степень в области теологии. В 1940-х — 1950-х годах была опубликована её автобиографическая трилогия: «Arnold» (1944), «Barhuvad» (1950) и «Resfärdig» (1954).
Эмилия Фогельклу умерла в 1972 году в Уппсале.